# 웨스뱅코 아레나
웨스뱅코 아레나(WesBanco Arena)는 미국 웨스트버지니아주 휠링에 위치한 실내 경기장이다. 현재 ECHL 휠링 네일러스의 홈경기장으로 사용되고 있다.